# Мартін Гарайс
Мартін Гарайс (нім. Martin Gareis; 6 жовтня 1891, Берлін — 26 лютого 1976, Кройт) — німецький воєначальник, генерал піхоти вермахту. Кавалер Лицарського хреста Залізного хреста.

## Біографія
Син пастора. 21 грудня 1909 року вступив в Прусську армію. Учасник Першої світової війни. Після демобілізації армії залишений в рейхсвері. З 12 жовтня 1937 року — командир інструкторської групи B військового училища в Мюнхені. 1 березня 1939 року відправлений в резерв ОКГ і відряджений в Баварію для тренування місцевих стрілецьких частин ландверу. З 25 вересня 1939 року — командир 282-го піхотного полку, з 31 грудня 1941 по 1 лютого 1944 року — 98-ї, з 5 травня по 9 жовтня 1944 року — 264-ї піхотної дивізії, з 19 січня 1945 року — 46-го танкового корпусу. 2 травня 1945 року взятий в полон британськими військами. В травні-червні 1945 року — німецький офіцер зв'язку між штабом фельдмаршала Бернарда Монтгомері і британськими таборами для військовополонених. В червні 1947 року звільнений.

## Звання
- Фенріх (21 грудня 1909)
- Лейтенант (18 серпня 1911)
- Оберлейтенант (18 серпня 1918)
- Гауптман (1 жовтня 1923)
- Майор (1 серпня 1933)
- Оберстлейтенант (1 березня 1936)
- Оберст (1 серпня 1938)
- Генерал-майор (1 лютого 1942)
- Генерал-лейтенант (1 січня 1943)
- Генерал піхоти (1 квітня 1945)

## Нагороди
- Залізний хрест 2-го і 1-го класу
- Хрест «За військові заслуги» (Мекленбург-Шверін) 2-го і 1-го класу
- Королівський орден дому Гогенцоллернів, лицарський хрест з мечами (30 вересня 1918)
- Нагрудний знак «За поранення» в чорному
- Почесний хрест ветерана війни з мечами (1934)
- Медаль «За вислугу років у Вермахті» 4-го, 3-го, 2-го і 1-го класу (25 років)
- Застібка до Залізного хреста
  - 2-го класу (18 січня 1940)
  - 1-го класу (18 червня 1940)
- Нагрудний знак «За поранення» в золоті (19 вересня 1941)
- Сертифікат Пошани Головнокомандувача Сухопутних військ Вермахту (22 вересня 1941)
- Німецький хрест в золоті (18 жовтня 1941)
- Штурмовий піхотний знак в сріблі (8 квітня 1942)
- Медаль «За зимову кампанію на Сході 1941/42» (1942)
- Відзначений у Вермахтберіхт (16 листопада 1943)
- Лицарський хрест Залізного хреста (29 листопада 1943)
- Орден Михая Хороброго 3-го класу (Румунське королівство; 12 липня 1944)